# Санджей і Крейг
Санджей і Крейґ — американський мультсеріал, створений Джимом Діршбергером, Джеєм Гауелом і Андреасом Трольфом для Nickelodeon. Створений Віллом МакРоббом і Крісом Віскарді,

## Сюжет
Серіал розповідає про комедійні пригоди Санджея та Крейґа в містечку Лундґрен, часто за участю їхніх батьків Віджая та Дарлін. Санджей також допомагає Крейґу, коли той намагається зберегти свою здатність говорити про таємниці, уникаючи при цьому їхнього змієненависного сусіда, містера Нудмана.

## Серії
| Сезон | Серії | Перший показ   | Останній показ |
| ----- | ----- | -------------- | -------------- |
| 1     | 20    | 25 травня 2013 | 19 липня 2014  |
| 2     | 20    | 12 липня 2014  | 9 жовтня 2015  |
| 3     | 20    | 7 вересня 2015 | 29 липня 2016  |

## Персонажі
- Санджей Пател[4] (озвучено Моліком Панчолі)[5] є головним героєм мультсеріалу, 12-ти річний американський підліток індійського походження. Друг Меґан і Гектора, найкращий друг Крейґа. Закоханий в Белль. Хоче подружитися з Діксонами, тому що вважає їх крутими.
- Крейґ Слізерс[4] (озвучено Крісом Гардвіком) зелено-плямистий удав, друг Санджея. Виріс в зоомагазині. В одній із серій виявляється що у нього є брат, який ненавидить змій (хоч він є змією)[5]
- Віджей Петел[4] батько Санджея, власник роздрібної крамниці. Він винайшов різні механізми, такі як танцюючий робот. Також знає що Крейґ може розмовляти.
- Дарлін Петел мати Санджея, яка працює в лікарні медсестрою та хірургом. Часто розповідає Санджею історії про свою роботу та її рідко можна побачити без хірургічних скрабів. Боїться темряви, але після того, як Санджей показав їй, що темрява «крута» перестала боятися.

## Виробництво
Гауелл розповів, що ідея почалася з коміксу, який він і Діршбергер зробили в 2004 році, де головним героєм був заклинач змій на ім'я Санджі, а Крейґ був його «справді грубим товаришем по кімнаті, що був змією». Тоді виконавча директорка Nickelodeon Одрі Діп залучила Гауелла та Діршбергера після того, як знайшла в інтернеті мультфільм, який вони створили під назвою «Рокери Лісового міста».